# セルゲイ・A・ゴルンスキー
セルゲイ・アレクサンドロヴィチ・ゴルンスキー（ロシア語: ергей Александрович Голунский, 1895年7月4日（ユリウス暦7月16日） - 1962年11月29日）は、ソビエト連邦の裁判官、外交官。

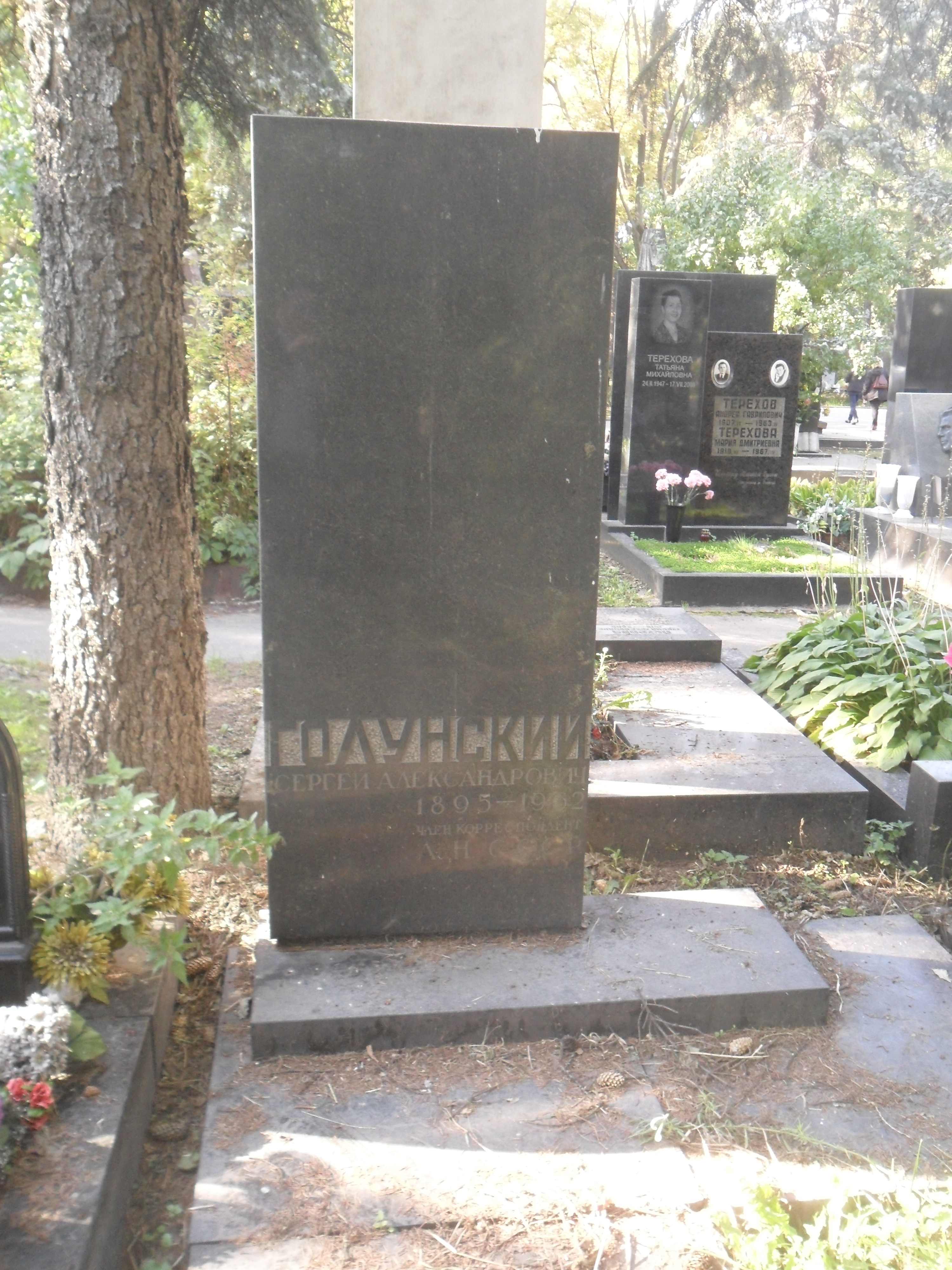
ゴルンスキーの墓

## 生涯
モスクワのロモノーソフ大学で法律を学び、1917年に卒業、その後博士課程に進んだ。 並行して、1923年から1926年までニジニ・ノヴゴロド、1926年から1929年までロストフ・ナ・ドヌ及びカバルダ・バルカル共和国のソ連国内の数カ所の地方検察局に勤務した。 1929年、モスクワに戻ったゴルンスキーはロシア・ソビエト連邦社会主義共和国の検事総長に任命された。
1934年からモスクワ法科大学で刑法と犯罪学の講師として教鞭を執り、4年後の1938年には医師及び教授号を取得した。翌1939年にはソビエト科学アカデミーの会員に選出され、アカデミー法研究所の法制史部門の責任者に任命された。
1952年から、ハーグの国際司法裁判所において裁判官を務めた。健康上の理由により1953年7月末に辞任した後、科学アカデミーの研究所長、ロモノーソフ大学の教授、雑誌『ソビエト国家』の編集長を務めた。
| スタブアイコン | サブスタブ | この項目は、まだ閲覧者の調べものの参照としては役立たない、人物に関連した書きかけの項目です。この項目を加筆・訂正などしてくださる協力者を求めています（P:人物伝/PJ:人物伝）。 |